# Kosrae Airport
Kosrae Airport är en flygplats i Mikronesiska federationen.   Den ligger i kommunen Tafunsak Municipality och delstaten Kosrae, i den östra delen av landet, 600 km öster om huvudstaden Palikir. Kosrae Airport ligger 3 meter över havet.
Terrängen runt Kosrae Airport är huvudsakligen kuperad, men den allra närmaste omgivningen är platt. Havet är nära Kosrae Airport åt nordväst.  Närmaste större samhälle är Tofol, 6,5 km sydost om Kosrae Airport. 